# Finnische Fußballmeisterschaft 1908
Die finnische Fußballmeisterschaft 1908 war die erste Saison der höchsten finnischen Spielklasse im Herrenfußball.
Unitas Helsinki gewann die Meisterschaft.

## Endrunde

### Halbfinale
|                 | Gesamt |                 | Hinspiel | Rückspiel |
| --------------- | ------ | --------------- | -------- | --------- |
| Unitas Helsinki | 9:6    | HJK Helsinki    | 2:2      | 7:4       |
| PUS Helsinki    | 4:1    | Viipurin Reipas |          |           |

### Finale
|                 | Ergebnis  |              |
| --------------- | --------- | ------------ |
| Unitas Helsinki | 4:1 (3:0) | PUS Helsinki |